# Festival de Cinema Jueu de Barcelona

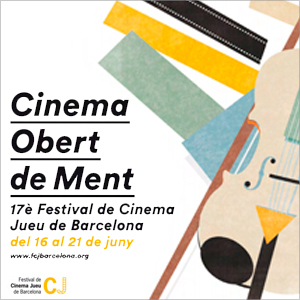
Cartell de la 17a edició del Festival de Cinema Jueu de Barcelona, el 2013

El Festival de Cinema Jueu de Barcelona es desenvolupa anualment a Barcelona. La primera edició va tenir lloc l'any 1999, amb la vocació d'afirmar i difondre la cultura jueva. És el festival de referència en aquest àmbit a tot Europa.

## Programació del Festival
El Festival selecciona obres cinematogràfiques provinents en la seva majoria de la indústria independent i de cinematografies que no solen arribar a les pantalles comercials, però també ha projectat obres premiades a altres festivals.
En les primeres edicions destaquen pel·lícules com ara Salomon & Gaenor de Paul Morrison, Promises de Shapiro, Goldberg y Bolado, o la guanyadora de l'Oscar al millor documental de 1999 The Last days de James Moll, produïda per Steven Spielberg.

### Pel·lícules més destacades que s'hi han projectat[calcitació]
- 2002 - Es va presentar l'última pel·lícula d'Ettore Scola, Concorrenza Sleale, així com The Believer de Henry Bean i Taking Sides d'István Szabó.
- 2003 - Retrospectiva del documentalista israelià Avi Mograbi.
- 2004 - Va comptar amb la presència de la presidenta i la vicepresidenta de les Abuelas de Plaza de Mayo y Memoria Activa, i es van projectar Prisoner of Paradise, nominada a l'Oscar al millor documental, i Persona non grata d'Oliver Stone.
- 2005 – Estrena de la trilogia documental Bait d'Amos Guitai en col·laboració amb el MACBA i amb la presència del director.
- 2008 - Destaquen Meduzot d'Etgar Keret i Shira Geffen, Càmera d'Or del Festival de Cannes; Beaufort de Joseph Cedar, nominada a l'Oscar a la millor pel·lícula de parla no anglesa 2008 i Os de Plata al Festival de Berlin 2007 a Joseph Cedar; i l'estrena a Barcelona de Knowledge is the Beginning de Paul Smaczny, Premi Emmy 2006 Programació Artística, Premi al Millor Documental d'Art al Festival Mundial de la Televisió Banff 2007.
- 2009 – Destaca el curtmetratge Toyland, de Jochen Alexander Freydank, premiada amb un l'Oscar, el Premi al Festival de Curtmetratges d'Almeria i l'Espiga d'Or a la Seminci de Valladolid. Entre els llargs, Noodle, d'Ayelet Menahemi, així com la cinta de Le chant des mariées, de Karin Albou, i Plus tard tu comprendas amb l'actriu Jeanne Moreau a les ordres d'Amos Gitai. I per tancar el Festival, Vals con Bashir, el film d'animació d'Ari Folman.
- 2010 - Pre estrena a Barcelona de Gainsbourg, vie héroïque, de Joann Sfar. La filmografia de l'est d'Europa va estar present amb títols com The Gift to Stalin, de Rustem Abdrashitov, i Broken Promise, de Jiri Chlumsky. També es varen presentar les comèdies La folle histoire d'amour de Simon Ezquenazy, de Jean-Jacques Zilbermann, i la guardonada Cinco días sin Nora, de la mexicana Mariana Chenillo.
- 2011 - Es projecten les comèdies The infidel de Josh Appignanesi, Life is too long, de Dani Levy, i El viatge del director de recursos humans, d'Eran Riklis. Del cinema independent americà s'estrena Holy Rollers, de Kevin Ash. Destacar una sessió de curtmetratges documentals amb títols com Cohen on the bridge, d'Andrew Wainrib, o el guanyador de l'Oscar Strangers no more, de Karen Goodman i Kirk Simon.
- 2012[3] - Es projecta L'Armée du Crime (Robert Guédiguian), la història d'un grup clandestí d'immigrants de diferents parts d'Europa al París ocupat pels nazis, o Le Chat du Rabin, adaptació de Joann Sfar del seu mateix còmic. Altres llargs destacats d'aquesta edició varen ser Footnote (Joseph Cedar), sobre la rivalitat extrema entre un pare i un fill, Le Cochon de Gaza (Sylvain Estival), Remembrance, un amor incondicional que li ha valgut múltiples premis a la seva directora, Anna Justice, i Let My People Go! (Mikael Buch) sobre la disjuntiva entre la identitat jueva i l'homosexual.
- 2013[4]- El certamen es va obrir amb Hannah Arendt de Margarethe von Trotta. Altres films varen ser Lore de Cate Shortland, que explica el llarg viatge d'uns nens jueus a la fi de la Segona Guerra Mundial, i que ha recollit premis a festivals de tot Europa; així com l'estrena de Zaytoun del director Eran Riklis, una història sobre un nen palestí i un pilot de les forces aèries israelianes. En la secció de documental va destacar Roman Polanski A Film Memoir de Laurent Bouzereau, que relata la seva vida des de la seva infància al gueto de Cracòvia, i la seva carrera a Europa i Amèrica. I The Gatekeepers (Dror Moreh), on sis antics caps del servei secret interior israelià, el Shin Bet, reflexionen públicament sobre els seus actes i decisions.
- 2014 - Destacaren tres documentals: L'últim dels injustos, darrera producció del director de Shoah, Claude Lanzmann, i An Apartment in Berlin d'Alice Agneskirchner, que visità el festival. En tercer lloc, The Israeli Code d'Ayelet Dekel, un film en clau d'humor que analitza -des de dins- la societat israeliana. Quant a les ficcions, Agnieska Holland presentà In darkness, la història real d'un empleat que va amagar jueus dins les clavegueres de la ciutat de Lvov; i Rama Burshtein presentà Fill the Void, la primera producció d'una jueva ortodoxa adreçada al gran públic. I Rock the Casbah de Yariv Horowitz va incidir sobre l'impacte del servei militar entre la joventut israeliana.

## Espais de projecció
Les pel·lícules es projecten a la seu de l'Institut Francès de Barcelona, a la Plaça de Sant Felip Neri i a la Sala Calsamiglia, de la Universitat Pompeu Fabra (UPF).